# Garra aethiopica
Garra aethiopica är en fiskart som först beskrevs av Pellegrin 1927.  Garra aethiopica ingår i släktet Garra och familjen karpfiskar. IUCN kategoriserar arten globalt som livskraftig. Inga underarter finns listade i Catalogue of Life.